# 動物戦隊ジュウオウジャー/レッツ! ジュウオウダンス
「動物戦隊ジュウオウジャー／レッツ! ジュウオウダンス」（どうぶつせんたいジュウオウジャー／レッツ! ジュウオウダンス）は、高取ヒデアキおよび大西洋平のシングル。2016年3月2日に日本コロムビアから発売された。
同年4月18日よりYouTubeでジュウオウイーグルと高取がトレッサ横浜にて踊った「レッツ! ジュウオウダンス」のTVサイズバージョンの映像が配信されている。

## 音楽性
高取ヒデアキの「動物戦隊ジュウオウジャー」は、特撮テレビドラマ『動物戦隊ジュウオウジャー』のオープニングテーマ曲で、ヘヴィな曲調となっている。曲は羽ばたくイメージを想像しながら制作されたという。ちなみに冒頭のおたけびは『秘密戦隊ゴレンジャー』を意識したという。歌詞へのメンバーの名前の採用は歴代スーパー戦隊シリーズの主題歌を参考にしたという。冒頭部の雄叫びは高取の提案によるもので、静かなイントロから雄叫びを挟んで勢い良く曲を始めることで高揚感を出すことを意図している。
大西洋平の「レッツ! ジュウオウダンス」は、特撮テレビドラマ『動物戦隊ジュウオウジャー』のエンディングテーマ。Project.Rが『スーパー戦隊シリーズ』を手掛けるのは『烈車戦隊トッキュウジャー』以来2年ぶり。曲調は90年代や80年代のディスコミュージックを彷彿とさせ、老若男女に受け入れられる内容に仕上がっている。サビは当初大西の得意とするキーであったため当初は自分の思うままに歌っていたが、ディレクターの指摘を受けて歯切れの良い歌い方に変更したという。一方パパイヤ鈴木が手掛けた振り付けは手本を見て練習するまでやりにくい内容だと感じていたという。
オリコンにおける登場回数は12回。

## シングル収録内容
| 全作詞: 藤林聖子。 |                                                      |           |              |           |              |      |
| #                  | タイトル                                             | 作詞      | 作曲         | 編曲      | 歌           | 時間 |
| 1.                 | 「動物戦隊ジュウオウジャー」                         | 藤林聖子  | 高取ヒデアキ | 籠島裕昌  | 高取ヒデアキ | 3:48 |
| 2.                 | 「レッツ！ジュウオウダンス」                         | 藤林聖子  | 谷本貴義     | 谷本貴義  | 大西洋平     | 3:58 |
| 3.                 | 「動物戦隊ジュウオウジャー（オリジナル・カラオケ）」 | 藤林聖子  |              |           |              | 3:48 |
| 4.                 | 「レッツ！ジュウオウダンス（オリジナルカラオケ）」   | 藤林聖子  |              |           |              | 3:56 |
| 合計時間:          | 合計時間:                                            | 合計時間: | 合計時間:    | 合計時間: | 15:31        |      |

## チャート
| チャート（2016年）                | 最高位 |
| --------------------------------- | ------ |
| オリコン週間                      | 17     |
| オリコン月間                      | 43     |
| Billboard Japan Hot 100           | 44     |
| Billboard Japan Hot Singles Sales | 17     |